# Kasvukipuja
Kasvukipuja è il terzo album in studio del rapper finlandese Cheek, pubblicato nel 2007.

## Tracce
1. Nälkä – 4:18
2. Vastatuulta (feat. Sami Saari) – 3:23
3. Älä (feat. Jonna) – 4:20
4. Stop – 3:29
5. Eri jengin heiniä – 4:50
6. 1140 – 4:15
7. Tuhlaajapoika (feat. Tasis) – 3:18
8. Sun täytyy (feat. Sami Saari) – 3:26
9. Aika kultaa muistot (feat. Kike) – 4:13
10. Kuka osaa kuka ei – 3:56
11. Kasvukipuja (feat. Herrasmiesliiga) – 5:10
12. Ryöstö – 3:01
13. Soitellaan – 3:22
14. Mielialat ylös alas – 4:35